# Штефэнеску, Эусебиу
Эусебиу Штефэнеску (рум. Eusebiu Ștefănescu; 3 мая 1944, Кымпина — 15 марта 2015, Бухарест) — румынский актёр театра и кино, чтец, поэт.

## Биография
Один год изучал филологию в университете, но затем перевёлся и в 1967 году окончил актёрский факультет Бухарествского института театра и кино «И. Л. Караджале».
Дебютировал на сцене Государственного театра в Тимишоара. Затем играл в городском театре Плоешти, в Малый театр и Национальном театре в Бухаресте. Снимался в кино с 1973 года. Благодаря своей внешности, часто играл ролей немцев.
Умер от опухоли головного мозга.

## Избранная фильмография
- 1979 — Cine ma striga?
- 1980 — Возвращение воеводы Лэпушняну
- 1980 — Молчание глубин
- 1981 — Destinatia Mahmudia
- 1983 — Ринг
- 1983 — Imposibila iubire
- 1985 — Actiunea Zuzuc
- 1987 — Статисты
- 1989 — Великий вызов
- 1991 — Vinovatul
- 1993 — Trahir
- 1994 — Бездомные дети (Телевизионный фильм)
- 1997—2003 — Помутнение разума (сериал)
- 2003 — Хакер (мини-сериал)
- 2003 — Песнь дураков
- 2005 — «15»
- 2005 — О мёртвых только хорошо
- 2006 — Pacala se întoarce
- 2007 — Победа или поражение в воскресенье
- 2012 — Игра